# Ceslav Ciuhrii
Ceslav Ciuhrii (n. 14 iulie 1973, Bahmut, Călărași, Republica Moldova) este un biotehnolog și om de afaceri moldovean. Începând cu 11 iunie 2018, îndeplinește funcția de Președinte al Federației Naționale de Tenis din Moldova și dezvoltator al “Satului German 2.0”, în Chișinău, cel mai mare proiect imobiliar din ultimii 30 de ani din această țară.

## Biografie
Ceslav Ciuhrii s-a născut la 14 iulie 1973 în localitatea Bahmut din raionul Călărași, în familia Svetlanei Ciuhrii (n. 20 august 1947 – d. 13 iunie 2004) și a lui Mircea Ciuhrii (n. 13 august 1944 – d.31 decembrie 2015), ultimul fiind doctor habilitat în biologie, specialitatea virusologie, cu teza de doctor susținută la Institutul Lomonosov, Moscova; membru al Academiei de Știință din New York.
Ceslav a urmat studiile la Universitatea de Stat din Moldova, Facultatea de Biologie și Chimie, Specialitatea „Microbiologie și virusologie”. A terminat universitatea în 1995 și a urmat studiile de master și doctorat. A susținut teza de doctor în 2010 la Academia de Științe, Institutul de Microbiologie și Biotehnologii, cu tema „Obținerea unor substanțe folosite în tratamentul hiperplaziei benigne a prostatei”. Substanța obținută este „Adenoprosin”, o invenție patentată.
Deține cetățenie dublă: moldovenească și românească.

## Activitatea profesională

### Activitate de afaceri
Din 1998 a studiat substanțele biologice active obținute de tatăl său, iar în 2003 a obținut primele aprobări pentru studii clinice. În 2005 a obținut aprobarea pentru obținerea substanței active farmaceutice – adenoprosin – care se obține din țesut de insectă. Imediat după obținerea aprobării de la Agenția Medicamentului, în 2006, începe producerea medicamentului cu substanța activă adenoprosin. Pentru a fabrica materia primă, a achiziționat o fabrică specializată. Însăși preparatul se produce de către o fabrică terță.
În 1998 a deschis compania Newtone Laboratories, iar ulterior companiile Biotehnos și Entofarm. Companiile se ocupă de producerea de materie primă farmaceutică (specializate în tratarea osteoartritei). Ciuhrii deține companii farmaceutice în România, Rusia și alte țări CSI. De asemenea, a deschis companii de vânzări și promovare a produselor farmaceutice la București în 1998 și în Rusia în 2015. Din 2015 dezvoltă propria echipă de vânzare și distribuție a produsului în România și mai mai multe țări CSI, inclusiv Kazahstan, Belarus și Ucraina.
Este membru al Consiliului pentru dezvoltare strategică instituțională al USMF „Nicolae Testemițanu”.
În trecut, Ceslav Ciuhrii a investit și într-o serie de restaurante, precum Cactus și Mi Piace, pe care apoi le-a vândut.
În 2016 a contribuit la aducerea în Republica Moldova a companiei internaționale de retail Kaufland, pentru care a dezvoltat patru proiecte. Pentru activitățile referitoare la Kaufland, Ceslav Ciuhrii a achiziționat compania Regata Imobiliare, care a realizat apoi și alte proiecte imobiliare.
În 2017, Ciuhrii a achiziționat sala de evenimente „Casa Sărbătorii”. După o perioadă de renovare, localul a fost redenumit „Regata Events”, iar mai târziu - “Madison Park”.
Din februarie 2022, Ceslav Ciuhrii dezvoltă în capitala Republicii Moldova “Satul German”, un cartier de tip european. Acesta va avea o capacitate de circa 5000 de locuitori, este construit de la zero, pe bulevardul Dacia, și va fi o localitate autonomă, cu școală, grădiniță, spital, centru de Shopping, centrul de Fitness, centru de business, cu infrastructură modernă și bogată etc. 
La fel, Ceslav Ciuhrii construiește în Chișinău, împreună cu grupul internațional ACCOR, primul hotel din rețeaua ibis Styles Arhivat în 26 septembrie 2022, la Wayback Machine.. Acesta va fi amplasat în Satul German și va fi dat în exploatare în anul 2024.
De asemenea, în 2022, Ceslav Ciuhrii a intrat pe piața media devenind proprietarul posturilor "Radio Noroc" si "Noroc TV". Despre aceasta Ciuhrii a declarat că va face tot posibilul pentru "a aduce pe piață un canal media demn, care să promoveze cultura națională și tinerele talente".

### Activitate socială
Ceslav Ciuhrii finanțează peste 10 companii de startup din Republica Moldova. Susține și implementează în Republica Moldova programul de dezvoltare personală pentru adolescenți „Liderii Mileniului III” (2016-2019, finalizat în aprilie 2019).
La sfârșitul anului 2020 a fost anunțată existența Fundației de Caritate Ceslav Ciuhrii Arhivat în 3 decembrie 2021, la Wayback Machine. (Ceslav Ciuhrii Charity Foundation), al cărei prim proiect s-a intitulat „Dăruiește magia unei povești” și a fost derulat între 15 decembrie 2020 și 15 ianuarie 2021. Un alt proiect social important susținut de Ceslav Ciuhrii și Fundația sa este ,,Salvăm inimile mici”, prin intermediul căruia acesta sprijină financiar copiii din Republica Moldova care au nevoie de intervenții chirurgicale costisitoare efectuate peste hotare. 
Din 11 iunie 2018, deține titlul de Președinte al Federației Naționale de Tenis din Republica Moldova, fiind anterior un membru activ și sponsor pentru diverse evenimente. A susținut financiar participarea Republicii Moldova la Cupa Davis. Ceslav Ciuhrii este de asemenea un susținător al lui Radu Albot, cel mai bun tenismen din Republica Moldova.
Este un promotor activ al tenisului în Republica Moldova. În octombrie 2021, a construit două terenuri de tenis de câmp în parcul “La Izvor”, din Chișinău, cu acces gratuit. Tot în anul 2021, a anunțat construirea unui club de tenis modern în Satul German, cu șase terenuri de tenis de câmp acoperite și 12 descoperite, unde vor fi organizate inclusiv turnee internaționale.